# Bảo tồn nội vi
Bảo tồn nội vi (In situ (/ɪn ˈsɪtjuː, - ˈsaɪtjuː, - ˈsiː-/; thường không in nghiêng trong tiếng Anh) hay bảo tồn tại chỗ được hiểu là quá trình bảo tồn một loài nào đó tại chỗ hay tại nơi cư trú tự nhiên (on-site conservation) của nó," bao gồm việc bảo vệ khu vực sinh sống từ các tác động bên ngoài hoặc bảo vệ loài này khỏi các loài săn mồi. Lợi ích việc bảo tồn tại chỗ là duy trì được sự tái lập các quần thể ở tại nơi mà chúng đã phát triển các đặc điểm riêng biệt của chúng. Bảo tồn tại chỗ là bảo tồn loài hoang dã trong môi trường sống tự nhiên của chúng như bảo tồn loài cây trồng, vật nuôi đăc hữu, có giá trị trong môi trường sống, nơi hình thành và phát triển các đặc điểm đặc trưng của chúng, phương thức bảo tồn tại chỗ là nhằm bảo tồn các hệ sinh thái và các sinh cảnh tự nhiên để duy trì và khôi phục quần thể các loài trong môi trường tự nhiên của chúng. Ví dụ: trong các trường như vật lý, địa chất, hóa học hoặc sinh học, in situ có thể mô tả cách thực hiện phép đo, nghĩa là ở cùng một nơi mà hiện tượng đang xảy ra mà không cách ly nó với các hệ thống khác hoặc làm thay đổi các điều kiện ban đầu của phép thử. Ngược lại với in situ là ex situ.

## Đại cương
Bảo tồn các loài hoang dã được chủ yếu dựa vào công tác bảo tồn tại chỗ. Việc này đi liền với việc bảo vệ nơi cư trú của các loài hoang dã. Và như vậy phải duy trì các khu bảo tồn đủ lớn để loài được bảo tồn có thể tồn tại với số lượng lớn. Kích thước quần thể phải đủ lớn để có thể duy trì sự đa dạng gen cần thiết cho việc tiếp tục thích nghi và tiến hoá của quần thể, duy trì sự sống còn của loài. Kích thước khu vực bảo tổn có thể xác định dựa trên mật độ quần thể trong điều kiện xuất hiện tự nhiên. Đây là phương pháp bổ trợ cho những khiếm khuyết của phương pháp bảo tồn ngoại vi. 
Bảo tồn in situ được xem như là một quá trình bảo tồn động, quần thể được bảo tồn in situ còn được xem như là phòng thí nghiệm sống, nó cung cấp các kiến thức về tiến hoá, cấu trúc quần thể. Bảo tồn in situ tài nguyên di truyền thực vật khắc phục được những nhược điểm của bảo tồn ex situ đồng thời là cơ sở vững chắc cho việc bảo vệ tổng thể tài nguyên đa dạng sinh học và bảo vệ môi trường sinh thái
Một biến thức của phương pháp bảo tồn in situ là bảo quản nông trại. Các loài cây cần bảo quản được đưa vào cơ cấu cây trồng của nông hộ, vừa bảo quản được tài nguyên di truyền, vừa có thể đảm bảo thu nhập bình thường của nông hộ. Có những giống cây trồng đã được họ vừa sử dụng vừa lưu giữ trên đồng ruộng từ thế hệ này sang thế hệ khác với cả những kiến thức hiểu biết về đặc tính và kỹ thuật gieo trồng chúng. Quá trình tiến hoá của vật liệu trong bảo tồn trên đồng ruộng của nông dân sẽ được tiếp tục cùng với những thay đổi của điều kiện ngoại cảnh; vật liệu được gieo trồng tại nơi khu trú với những kỹ thuật truyền thống, chúng sẽ thích nghi tốt hơn với những sự thay đổi về môi trường. Những cá thể từ các quần thể được bảo tồn ex situ có thể được đưa vào thiên nhiên nơi có phân bố tự nhiên của chúng để tăng cường cho các quần thể đang được bảo tồn in situ và việc nghiên cứu các quần thể được bảo tồn ex situ có thể cung cấp cho chúng ta những hiểu biết về các đặc tính sinh học của loài và từ đó hỗ trợ cho việc hình thành các chiến lược bảo tồn hiệu quả hơn cho các quần thể được bảo tồn in situ.

## Không gian vũ trụ
Trong ngành hàng không vũ trụ, thiết bị trên máy bay phải được kiểm tra in situ, hoặc tại chỗ, để xác nhận mọi thứ hoạt động bình thường như một hệ thống. Riêng từng bộ phận có thể hoạt động nhưng sự can thiệp từ các thiết bị gần đó có thể tạo ra các vấn đề không lường trước được. Thiết bị thử nghiệm đặc biệt luôn có sẵn cho thử nghiệm in situ này. Nó cũng có thể đề cập đến các sửa chữa được thực hiện đối với cấu trúc máy bay hoặc bộ điều khiển bay khi vẫn còn nguyên tại chỗ.

## Khảo cổ học

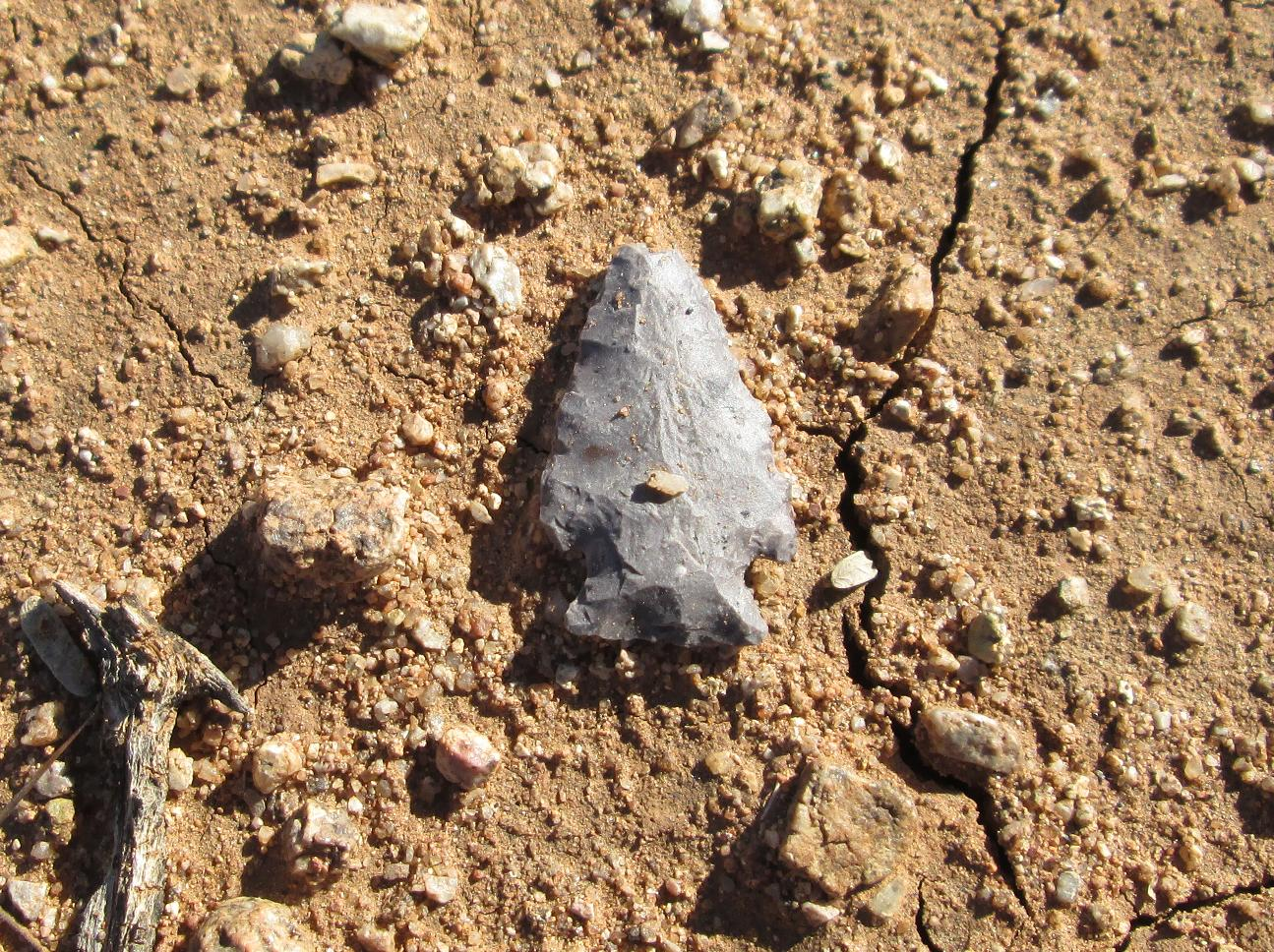
Đầu mũi tên Hohokam cổ đại in situ.

Trong Khảo cổ học, in situ dùng để chỉ một hiện vật chưa được di chuyển khỏi vị trí lắng đọng ban đầu của nó. Nói cách khác, nó đứng yên, có nghĩa là "tĩnh lặng." Một hiện vật là in situ rất quan trọng đối với việc giải thích hiện vật đó và do đó, đối với nền văn hóa đã hình thành nó. Khi 'địa điểm tìm thấy' của một hiện vật đã được ghi lại, thì hiện vật đó có thể được chuyển đi để bảo tồn, giải thích thêm và trưng bày. Một hiện vật không được phát hiện in situ có thể coi là nằm ngoài ngữ cảnh và không cung cấp một bức tranh chính xác về nền văn hóa liên quan. Tuy nhiên, hiện vật ngoài bối cảnh có thể cung cấp cho các nhà khoa học một ví dụ về các loại và vị trí của các hiện vật in situ vẫn chưa được phát hiện. Khi khai quật một bãi chôn lấp hoặc bãi bồi bề mặt, "in situ" đề cập đến việc lập danh mục, ghi chép, lập bản đồ, chụp ảnh hài cốt người ở vị trí mà họ được phát hiện. 
Nhãn in situ chỉ cho biết đối tượng chưa được di chuyển sang nơi "mới". Do đó, một phát hiện khảo cổ in situ có thể là một vật thể đã bị cướp phá trong lịch sử từ một nơi khác, một vật phẩm "chiến lợi phẩm" của một cuộc chiến trong quá khứ, một vật phẩm được mua bán hoặc có nguồn gốc từ nước ngoài. Do đó, trang web tìm kiếm in situ có thể không tiết lộ nguồn gốc của nó, nhưng với công việc sâu hơn có thể giúp phát hiện ra các liên kết. Cũng có thể các lớp khảo cổ được làm lại theo mục đích hoặc tình cờ (do con người, lực lượng tự nhiên hoặc động vật). Ví dụ, trong gò đất Tell, nơi các lớp thường không đồng nhất hoặc theo chiều ngang, hoặc trong đất được khai hoang hoặc xới đất để làm ruộng.
Thuật ngữ in situ thường được sử dụng để mô tả tác phẩm điêu khắc cổ đại chạm khắc tại chỗ như Sphinx hoặc Petra. Điều này phân biệt nó với những bức tượng chạm khắc và di chuyển như Colossi of Memnon, được di chuyển vào thời cổ đại.